# Serra da Ribeirinha
O conjunto montanhoso formado pela Serra da Ribeirinha, voltada a Sul e às portas da cidade de Angra do Heroísmo, Açores a Caldeira dos Cinco Picos, mais para o interior e a Serra do cume - Complexo desmantelado da Serra do Cume já no Concelho da Praia da Vitória, formam na sua antiga e erudida caldeira a maior planície da ilha Terceira, excelentes campos de pastagem onde aqui e ali surgem algumas lagoas. É o maior e mais antigo vulcão da ilha Terceira
Segundo a Revista de Estudos Açoreanos, Vol. X, Fasc. 1, página. 51, de Dezembro de 2003, “
O complexo desmantelado da Serra do Cume, da Serra da Ribeirinha e da Caldeira dos Cinco Picos parece corresponder a um imponente estratovulcão cuja caldeira, com um diâmetro da ordem de 7 km, é designada por Caldeira dos Cinco Picos. Esta é actualmente materializada por uma extensa zona aplanada onde pontuam alguns cones de escórias, correspondendo às serras do Cume (500 m) e da Ribeirinha aos seus bordos E e SW, respectivamente (Zbyszewski et al., 1971).
A Serra do Cume apresenta se côncava para SW enquanto que a Serra da Ribeirinha se mostra alongada segundo uma direcção preferencial NW-SE. As vertentes mais declivosas destas duas serras estão viradas para o interior da caldeira dos Cinco Picos. Os cones intra-caldeira dispõem-se ao longo de três alinhamentos de orientação NW-SE, sendo o Pico do Malhão o de maior altitude (482 m).